# Vuelta a Andalucía 2017
La 63.ª edición de la Vuelta a Andalucía (oficialmente: Vuelta a Andalucía-Ruta Ciclista Del Sol) se disputó entre el 16 y el 19 de febrero de 2017 con un recorrido de 676,8 en cinco etapas entre las localidad de Rincón de la Victoria y Coín.
La carrera hizo parte por primera vez en la máxima categoría UCI Europe Tour 2017 2.HC.
Alejandro Valverde fue el vencedor final de la Vuelta a Andalucía, consiguiendo así su quinta victoria final en dicha prueba y que coincidió con la victoria número 100 como profesional. La segunda plaza fue para Alberto Contador que acabó a tan sólo 1 segundo del ganador. El podio lo completó el francés Thibaut Pinot.
Además Valverde logró la clasificación por puntos. La clasificación de la montaña fue ganada por el austriaco Georg Preidler, Marco Minnaard obtuvo la victoria en la clasificación de las metas volantes y el Team Sky fue el mejor equipo.

## Equipos participantes
Fueron 21 equipos los que participan en la carrera, 9 equipos de categoría  UCI ProTeam, 10 equipos de categoría Profesional Continental y los dos únicos equipos españoles de categoría Continental. Los equipos participantes son:
| WorldTeams (9)- Bahrain-Merida - Cannondale-Drapac - FDJ - Lotto-Soudal - Lotto NL-Jumbo - Movistar Team - Sky - Team Sunweb - Trek-Segafredo Equipos continentales profesionales (10)- Caja Rural-Seguros RGA - CCC Sprandi Polkowice - Cofidis, Solutions Crédits - Direct Énergie - Gazprom-RusVelo - Israel Cycling Academy - Roompot-Nederlandse Loterij - Sport Vlaanderen-Baloise - Verandas Willems-Crelan - Wanty-Groupe Gobert Equipos continentales (2)- Burgos-BH - Euskadi Basque Country-Murias |
| |

## Etapas
| Etapa     | Fecha     | Recorrido                       | type                    | Distancia (km) | Ganador            | Líder              |
| --------- | --------- | ------------------------------- | ----------------------- | -------------- | ------------------ | ------------------ |
| 1.ª etapa | 15 de feb | Rincón de la Victoria – Granada | etapa de media montaña  | 155            | Alejandro Valverde | Alejandro Valverde |
| 2.ª etapa | 16 de feb | Torredonjimeno – Mancha Real    | etapa de montaña        | 179,9          | Thibaut Pinot      | Alberto Contador   |
| 3.ª etapa | 17 de feb | Lucena – Lucena                 | contrarreloj individual | 11,9           | Victor Campenaerts | Alejandro Valverde |
| 4.ª etapa | 18 de feb | Campana, La – Sevilla           | etapa llana             | 178,5          | Bryan Coquard      | Alejandro Valverde |
| 5.ª etapa | 19 de feb | Setenil de las Bodegas – Coín   | etapa escarpada         | 151,5          | Tim Wellens        | Alejandro Valverde |

### Etapa 1
| \| Clasificación de la etapa \| Clasificación de la etapa \| Clasificación de la etapa \| Clasificación de la etapa \| Clasificación de la etapa \| \| Ciclista \| Ciclista \| Equipo \| Tiempo \| \| \| ------------------------- \| ------------------------- \| ------------------------- \| ------------------------- \| ------------------------- \| \| 1.º \| Alejandro Valverde \| Movistar Team \| 4 h 02 min 28 s \| \| \| 2.º \| Wout Poels \| Team Sky \| + 0 s \| \| \| 3.º \| Sébastien Reichenbach \| FDJ \| + 0 s \| \| \| 4.º \| Diego Rosa \| Team Sky \| + 0 s \| \| \| 5.º \| Ion Izagirre \| Bahrain-Merida \| + 0 s \| \| \| 6.º \| Alberto Contador \| Trek-Segafredo \| + 0 s \| \| \| 7.º \| Thibaut Pinot \| FDJ \| + 5 s \| \| \| 8.º \| Mikel Landa \| Team Sky \| + 5 s \| \| \| 9.º \| Rigoberto Urán \| Cannondale-Drapac \| + 5 s \| \| \| 10.º \| Warren Barguil \| Team Sunweb \| + 5 s \| \| |                       |                   |                 |
| |                       |                   |                 |
| Fuente: ProCyclingStats |                       |                   |                 |
| Clasificación de la etapa |                       |                   |                 |
| Ciclista | Ciclista              | Equipo            | Tiempo          |
| 1.º | Alejandro Valverde    | Movistar Team     | 4 h 02 min 28 s |
| 2.º | Wout Poels            | Team Sky          | + 0 s           |
| 3.º | Sébastien Reichenbach | FDJ               | + 0 s           |
| 4.º | Diego Rosa            | Team Sky          | + 0 s           |
| 5.º | Ion Izagirre          | Bahrain-Merida    | + 0 s           |
| 6.º | Alberto Contador      | Trek-Segafredo    | + 0 s           |
| 7.º | Thibaut Pinot         | FDJ               | + 5 s           |
| 8.º | Mikel Landa           | Team Sky          | + 5 s           |
| 9.º | Rigoberto Urán        | Cannondale-Drapac | + 5 s           |
| 10.º | Warren Barguil        | Team Sunweb       | + 5 s           |

| \| Clasificación general \| Clasificación general \| Clasificación general \| Clasificación general \| Clasificación general \| \| Ciclista \| Ciclista \| Equipo \| Tiempo \| \| \| --------------------- \| --------------------- \| --------------------- \| --------------------- \| --------------------- \| \| 1.º \| Alejandro Valverde \| Movistar Team \| 4 h 02 min 28 s \| \| \| 2.º \| Wout Poels \| Team Sky \| + 0 s \| \| \| 3.º \| Sébastien Reichenbach \| FDJ \| + 0 s \| \| \| 4.º \| Diego Rosa \| Team Sky \| + 0 s \| \| \| 5.º \| Ion Izagirre \| Bahrain-Merida \| + 0 s \| \| \| 6.º \| Alberto Contador \| Trek-Segafredo \| + 0 s \| \| \| 7.º \| Thibaut Pinot \| FDJ \| + 5 s \| \| \| 8.º \| Mikel Landa \| Team Sky \| + 5 s \| \| \| 9.º \| Rigoberto Urán \| Cannondale-Drapac \| + 5 s \| \| \| 10.º \| Warren Barguil \| Team Sunweb \| + 5 s \| \| |                       |                   |                 |
| |                       |                   |                 |
| Fuente: ProCyclingStats |                       |                   |                 |
| Clasificación general |                       |                   |                 |
| Ciclista | Ciclista              | Equipo            | Tiempo          |
| 1.º | Alejandro Valverde    | Movistar Team     | 4 h 02 min 28 s |
| 2.º | Wout Poels            | Team Sky          | + 0 s           |
| 3.º | Sébastien Reichenbach | FDJ               | + 0 s           |
| 4.º | Diego Rosa            | Team Sky          | + 0 s           |
| 5.º | Ion Izagirre          | Bahrain-Merida    | + 0 s           |
| 6.º | Alberto Contador      | Trek-Segafredo    | + 0 s           |
| 7.º | Thibaut Pinot         | FDJ               | + 5 s           |
| 8.º | Mikel Landa           | Team Sky          | + 5 s           |
| 9.º | Rigoberto Urán        | Cannondale-Drapac | + 5 s           |
| 10.º | Warren Barguil        | Team Sunweb       | + 5 s           |

### Etapa 2
| \| Clasificación de la etapa \| Clasificación de la etapa \| Clasificación de la etapa \| Clasificación de la etapa \| Clasificación de la etapa \| \| Ciclista \| Ciclista \| Equipo \| Tiempo \| \| \| ------------------------- \| ------------------------- \| --------------------------- \| ------------------------- \| ------------------------- \| \| 1.º \| Thibaut Pinot \| FDJ \| 4 h 44 min 03 s \| \| \| 2.º \| Alberto Contador \| Trek-Segafredo \| + 2 s \| \| \| 3.º \| Alejandro Valverde \| Movistar Team \| + 7 s \| \| \| 4.º \| Ion Izagirre \| Bahrain-Merida \| + 7 s \| \| \| 5.º \| Mikel Landa \| Team Sky \| + 9 s \| \| \| 6.º \| Diego Rosa \| Team Sky \| + 9 s \| \| \| 7.º \| Wout Poels \| Team Sky \| + 13 s \| \| \| 8.º \| Sébastien Reichenbach \| FDJ \| + 28 s \| \| \| 9.º \| Pieter Weening \| Roompot-Nederlandse Loterij \| + 46 s \| \| \| 10.º \| Floris De Tier \| LottoNL-Jumbo \| + 46 s \| \| |                       |                             |                 |
| |                       |                             |                 |
| Fuente: ProCyclingStats |                       |                             |                 |
| Clasificación de la etapa |                       |                             |                 |
| Ciclista | Ciclista              | Equipo                      | Tiempo          |
| 1.º | Thibaut Pinot         | FDJ                         | 4 h 44 min 03 s |
| 2.º | Alberto Contador      | Trek-Segafredo              | + 2 s           |
| 3.º | Alejandro Valverde    | Movistar Team               | + 7 s           |
| 4.º | Ion Izagirre          | Bahrain-Merida              | + 7 s           |
| 5.º | Mikel Landa           | Team Sky                    | + 9 s           |
| 6.º | Diego Rosa            | Team Sky                    | + 9 s           |
| 7.º | Wout Poels            | Team Sky                    | + 13 s          |
| 8.º | Sébastien Reichenbach | FDJ                         | + 28 s          |
| 9.º | Pieter Weening        | Roompot-Nederlandse Loterij | + 46 s          |
| 10.º | Floris De Tier        | LottoNL-Jumbo               | + 46 s          |

| \| Clasificación general \| Clasificación general \| Clasificación general \| Clasificación general \| Clasificación general \| \| Ciclista \| Ciclista \| Equipo \| Tiempo \| \| \| --------------------- \| --------------------- \| --------------------------- \| --------------------- \| --------------------- \| \| 1.º \| Alberto Contador \| Trek-Segafredo \| 8 h 46 min 33 s \| \| \| 2.º \| Thibaut Pinot \| FDJ \| + 3 s \| \| \| 3.º \| Alejandro Valverde \| Movistar Team \| + 5 s \| \| \| 4.º \| Ion Izagirre \| Bahrain-Merida \| + 5 s \| \| \| 5.º \| Diego Rosa \| Team Sky \| + 7 s \| \| \| 6.º \| Wout Poels \| Team Sky \| + 11 s \| \| \| 7.º \| Mikel Landa \| Team Sky \| + 12 s \| \| \| 8.º \| Sébastien Reichenbach \| FDJ \| + 26 s \| \| \| 9.º \| Rigoberto Urán \| Cannondale-Drapac \| + 49 s \| \| \| 10.º \| Pieter Weening \| Roompot-Nederlandse Loterij \| + 1 min 09 s \| \| |                       |                             |                 |
| |                       |                             |                 |
| Fuente: ProCyclingStats |                       |                             |                 |
| Clasificación general |                       |                             |                 |
| Ciclista | Ciclista              | Equipo                      | Tiempo          |
| 1.º | Alberto Contador      | Trek-Segafredo              | 8 h 46 min 33 s |
| 2.º | Thibaut Pinot         | FDJ                         | + 3 s           |
| 3.º | Alejandro Valverde    | Movistar Team               | + 5 s           |
| 4.º | Ion Izagirre          | Bahrain-Merida              | + 5 s           |
| 5.º | Diego Rosa            | Team Sky                    | + 7 s           |
| 6.º | Wout Poels            | Team Sky                    | + 11 s          |
| 7.º | Mikel Landa           | Team Sky                    | + 12 s          |
| 8.º | Sébastien Reichenbach | FDJ                         | + 26 s          |
| 9.º | Rigoberto Urán        | Cannondale-Drapac           | + 49 s          |
| 10.º | Pieter Weening        | Roompot-Nederlandse Loterij | + 1 min 09 s    |

### Etapa 3
| \| Clasificación de la etapa \| Clasificación de la etapa \| Clasificación de la etapa \| Clasificación de la etapa \| Clasificación de la etapa \| \| Ciclista \| Ciclista \| Equipo \| Tiempo \| \| \| ------------------------- \| ------------------------- \| ------------------------- \| ------------------------- \| ------------------------- \| \| 1.º \| Victor Campenaerts \| LottoNL-Jumbo \| 14 min 55 s \| \| \| 2.º \| Alejandro Valverde \| Movistar Team \| + 1 s \| \| \| 3.º \| Alberto Contador \| Trek-Segafredo \| + 7 s \| \| \| 4.º \| Thibaut Pinot \| FDJ \| + 9 s \| \| \| 5.º \| Fabio Felline \| Trek-Segafredo \| + 9 s \| \| \| 6.º \| Wout Poels \| Team Sky \| + 16 s \| \| \| 7.º \| Tim Wellens \| Lotto-Soudal \| + 20 s \| \| \| 8.º \| Vasil Kiryienka \| Team Sky \| + 21 s \| \| \| 9.º \| Tobias Ludvigsson \| FDJ \| + 25 s \| \| \| 10.º \| Matthias Brändle \| Trek-Segafredo \| + 28 s \| \| |                    |                |             |
| |                    |                |             |
| |                    |                |             |
| Clasificación de la etapa |                    |                |             |
| Ciclista | Ciclista           | Equipo         | Tiempo      |
| 1.º | Victor Campenaerts | LottoNL-Jumbo  | 14 min 55 s |
| 2.º | Alejandro Valverde | Movistar Team  | + 1 s       |
| 3.º | Alberto Contador   | Trek-Segafredo | + 7 s       |
| 4.º | Thibaut Pinot      | FDJ            | + 9 s       |
| 5.º | Fabio Felline      | Trek-Segafredo | + 9 s       |
| 6.º | Wout Poels         | Team Sky       | + 16 s      |
| 7.º | Tim Wellens        | Lotto-Soudal   | + 20 s      |
| 8.º | Vasil Kiryienka    | Team Sky       | + 21 s      |
| 9.º | Tobias Ludvigsson  | FDJ            | + 25 s      |
| 10.º | Matthias Brändle   | Trek-Segafredo | + 28 s      |

| \| Clasificación general \| Clasificación general \| Clasificación general \| Clasificación general \| Clasificación general \| \| Ciclista \| Ciclista \| Equipo \| Tiempo \| \| \| --------------------- \| --------------------- \| --------------------- \| --------------------- \| --------------------- \| \| 1.º \| Alejandro Valverde \| Movistar Team \| 9 h 01 min 34 s \| \| \| 2.º \| Alberto Contador \| Trek-Segafredo \| + 1 s \| \| \| 3.º \| Thibaut Pinot \| FDJ \| + 6 s \| \| \| 4.º \| Wout Poels \| Team Sky \| + 21 s \| \| \| 5.º \| Diego Rosa \| Team Sky \| + 45 s \| \| \| 6.º \| Mikel Landa \| Team Sky \| + 48 s \| \| \| 7.º \| Sébastien Reichenbach \| FDJ \| + 52 s \| \| \| 8.º \| Rigoberto Urán \| Cannondale-Drapac \| + 1 min 29 s \| \| \| 9.º \| Ondřej Cink \| Bahrain-Merida \| + 1 min 48 s \| \| \| 10.º \| Javi Moreno Bazán \| Bahrain-Merida \| + 1 min 50 s \| \| |                       |                   |                 |
| |                       |                   |                 |
| |                       |                   |                 |
| Clasificación general |                       |                   |                 |
| Ciclista | Ciclista              | Equipo            | Tiempo          |
| 1.º | Alejandro Valverde    | Movistar Team     | 9 h 01 min 34 s |
| 2.º | Alberto Contador      | Trek-Segafredo    | + 1 s           |
| 3.º | Thibaut Pinot         | FDJ               | + 6 s           |
| 4.º | Wout Poels            | Team Sky          | + 21 s          |
| 5.º | Diego Rosa            | Team Sky          | + 45 s          |
| 6.º | Mikel Landa           | Team Sky          | + 48 s          |
| 7.º | Sébastien Reichenbach | FDJ               | + 52 s          |
| 8.º | Rigoberto Urán        | Cannondale-Drapac | + 1 min 29 s    |
| 9.º | Ondřej Cink           | Bahrain-Merida    | + 1 min 48 s    |
| 10.º | Javi Moreno Bazán     | Bahrain-Merida    | + 1 min 50 s    |

### Etapa 4
| \| Clasificación de la etapa \| Clasificación de la etapa \| Clasificación de la etapa \| Clasificación de la etapa \| Clasificación de la etapa \| \| Ciclista \| Ciclista \| Equipo \| Tiempo \| \| \| ------------------------- \| ------------------------- \| --------------------------- \| ------------------------- \| ------------------------- \| \| 1.º \| Bryan Coquard \| Direct Énergie \| 4 h 10 min 33 s \| \| \| 2.º \| Daniel Hoelgaard \| FDJ \| + 0 s \| \| \| 3.º \| Hugo Hofstetter \| Cofidis, Solutions Crédits \| + 0 s \| \| \| 4.º \| Moreno Hofland \| Lotto-Soudal \| + 0 s \| \| \| 5.º \| Raymond Kreder \| Roompot-Nederlandse Loterij \| + 0 s \| \| \| 6.º \| Mihkel Räim \| Israel Cycling Academy \| + 0 s \| \| \| 7.º \| Roman Maikin \| Gazprom-RusVelo \| + 0 s \| \| \| 8.º \| Maxime Farazijn \| Sport Vlaanderen-Baloise \| + 0 s \| \| \| 9.º \| Rigoberto Urán \| Cannondale-Drapac \| + 0 s \| \| \| 10.º \| Eduard Prades \| Caja Rural-Seguros RGA \| + 0 s \| \| |                  |                             |                 |
| |                  |                             |                 |
| |                  |                             |                 |
| Clasificación de la etapa |                  |                             |                 |
| Ciclista | Ciclista         | Equipo                      | Tiempo          |
| 1.º | Bryan Coquard    | Direct Énergie              | 4 h 10 min 33 s |
| 2.º | Daniel Hoelgaard | FDJ                         | + 0 s           |
| 3.º | Hugo Hofstetter  | Cofidis, Solutions Crédits  | + 0 s           |
| 4.º | Moreno Hofland   | Lotto-Soudal                | + 0 s           |
| 5.º | Raymond Kreder   | Roompot-Nederlandse Loterij | + 0 s           |
| 6.º | Mihkel Räim      | Israel Cycling Academy      | + 0 s           |
| 7.º | Roman Maikin     | Gazprom-RusVelo             | + 0 s           |
| 8.º | Maxime Farazijn  | Sport Vlaanderen-Baloise    | + 0 s           |
| 9.º | Rigoberto Urán   | Cannondale-Drapac           | + 0 s           |
| 10.º | Eduard Prades    | Caja Rural-Seguros RGA      | + 0 s           |

| \| Clasificación general \| Clasificación general \| Clasificación general \| Clasificación general \| Clasificación general \| \| Ciclista \| Ciclista \| Equipo \| Tiempo \| \| \| --------------------- \| --------------------- \| --------------------- \| --------------------- \| --------------------- \| \| 1.º \| Alejandro Valverde \| Movistar Team \| 13 h 12 min 07 s \| \| \| 2.º \| Alberto Contador \| Trek-Segafredo \| + 1 s \| \| \| 3.º \| Thibaut Pinot \| FDJ \| + 6 s \| \| \| 4.º \| Wout Poels \| Team Sky \| + 21 s \| \| \| 5.º \| Diego Rosa \| Team Sky \| + 45 s \| \| \| 6.º \| Mikel Landa \| Team Sky \| + 48 s \| \| \| 7.º \| Sébastien Reichenbach \| FDJ \| + 52 s \| \| \| 8.º \| Rigoberto Urán \| Cannondale-Drapac \| + 1 min 29 s \| \| \| 9.º \| Ondřej Cink \| Bahrain-Merida \| + 1 min 48 s \| \| \| 10.º \| Javi Moreno Bazán \| Bahrain-Merida \| + 1 min 50 s \| \| |                       |                   |                  |
| |                       |                   |                  |
| |                       |                   |                  |
| Clasificación general |                       |                   |                  |
| Ciclista | Ciclista              | Equipo            | Tiempo           |
| 1.º | Alejandro Valverde    | Movistar Team     | 13 h 12 min 07 s |
| 2.º | Alberto Contador      | Trek-Segafredo    | + 1 s            |
| 3.º | Thibaut Pinot         | FDJ               | + 6 s            |
| 4.º | Wout Poels            | Team Sky          | + 21 s           |
| 5.º | Diego Rosa            | Team Sky          | + 45 s           |
| 6.º | Mikel Landa           | Team Sky          | + 48 s           |
| 7.º | Sébastien Reichenbach | FDJ               | + 52 s           |
| 8.º | Rigoberto Urán        | Cannondale-Drapac | + 1 min 29 s     |
| 9.º | Ondřej Cink           | Bahrain-Merida    | + 1 min 48 s     |
| 10.º | Javi Moreno Bazán     | Bahrain-Merida    | + 1 min 50 s     |

### Etapa 5
| \| Clasificación de la etapa \| Clasificación de la etapa \| Clasificación de la etapa \| Clasificación de la etapa \| Clasificación de la etapa \| \| Ciclista \| Ciclista \| Equipo \| Tiempo \| \| \| ------------------------- \| ------------------------- \| --------------------------- \| ------------------------- \| ------------------------- \| \| 1.º \| Tim Wellens \| Lotto-Soudal \| 3 h 58 min 31 s \| \| \| 2.º \| Simon Clarke \| Cannondale-Drapac \| + 0 s \| \| \| 3.º \| Victor Campenaerts \| LottoNL-Jumbo \| + 0 s \| \| \| 4.º \| Maciej Paterski \| CCC Sprandi Polkowice \| + 0 s \| \| \| 5.º \| Domen Novak \| Bahrain-Merida \| + 0 s \| \| \| 6.º \| Nick van der Lijke \| Roompot-Nederlandse Loterij \| + 0 s \| \| \| 7.º \| Marco Minnaard \| Wanty-Groupe Gobert \| + 1 min 34 s \| \| \| 8.º \| Héctor Sáez Benito \| Caja Rural-Seguros RGA \| + 1 min 45 s \| \| \| 9.º \| Iván García Cortina \| Bahrain-Merida \| + 1 min 45 s \| \| \| 10.º \| Hugo Hofstetter \| Cofidis, Solutions Crédits \| + 1 min 45 s \| \| |                     |                             |                 |
| |                     |                             |                 |
| |                     |                             |                 |
| Clasificación de la etapa |                     |                             |                 |
| Ciclista | Ciclista            | Equipo                      | Tiempo          |
| 1.º | Tim Wellens         | Lotto-Soudal                | 3 h 58 min 31 s |
| 2.º | Simon Clarke        | Cannondale-Drapac           | + 0 s           |
| 3.º | Victor Campenaerts  | LottoNL-Jumbo               | + 0 s           |
| 4.º | Maciej Paterski     | CCC Sprandi Polkowice       | + 0 s           |
| 5.º | Domen Novak         | Bahrain-Merida              | + 0 s           |
| 6.º | Nick van der Lijke  | Roompot-Nederlandse Loterij | + 0 s           |
| 7.º | Marco Minnaard      | Wanty-Groupe Gobert         | + 1 min 34 s    |
| 8.º | Héctor Sáez Benito  | Caja Rural-Seguros RGA      | + 1 min 45 s    |
| 9.º | Iván García Cortina | Bahrain-Merida              | + 1 min 45 s    |
| 10.º | Hugo Hofstetter     | Cofidis, Solutions Crédits  | + 1 min 45 s    |

## Clasificaciones finales
- Las clasificaciones finalizaron de la siguiente forma:[3]

### Clasificación general
| \| Clasificación general \| Clasificación general \| Clasificación general \| Clasificación general \| Clasificación general \| \| Ciclista \| Ciclista \| Equipo \| Tiempo \| \| \| --------------------- \| --------------------- \| --------------------- \| --------------------- \| --------------------- \| \| 1.º \| Alejandro Valverde \| Movistar Team \| 17 h 12 min 23 s \| \| \| 2.º \| Alberto Contador \| Trek-Segafredo \| + 1 s \| \| \| 3.º \| Thibaut Pinot \| FDJ \| + 6 s \| \| \| 4.º \| Wout Poels \| Team Sky \| + 21 s \| \| \| 5.º \| Diego Rosa \| Team Sky \| + 45 s \| \| \| 6.º \| Mikel Landa \| Team Sky \| + 48 s \| \| \| 7.º \| Sébastien Reichenbach \| FDJ \| + 52 s \| \| \| 8.º \| Rigoberto Urán \| Cannondale-Drapac \| + 1 min 29 s \| \| \| 9.º \| Ondřej Cink \| Bahrain-Merida \| + 1 min 48 s \| \| \| 10.º \| Javi Moreno Bazán \| Bahrain-Merida \| + 1 min 50 s \| \| |                       |                   |                  |
| |                       |                   |                  |
| Fuente: ProCyclingStats |                       |                   |                  |
| Clasificación general |                       |                   |                  |
| Ciclista | Ciclista              | Equipo            | Tiempo           |
| 1.º | Alejandro Valverde    | Movistar Team     | 17 h 12 min 23 s |
| 2.º | Alberto Contador      | Trek-Segafredo    | + 1 s            |
| 3.º | Thibaut Pinot         | FDJ               | + 6 s            |
| 4.º | Wout Poels            | Team Sky          | + 21 s           |
| 5.º | Diego Rosa            | Team Sky          | + 45 s           |
| 6.º | Mikel Landa           | Team Sky          | + 48 s           |
| 7.º | Sébastien Reichenbach | FDJ               | + 52 s           |
| 8.º | Rigoberto Urán        | Cannondale-Drapac | + 1 min 29 s     |
| 9.º | Ondřej Cink           | Bahrain-Merida    | + 1 min 48 s     |
| 10.º | Javi Moreno Bazán     | Bahrain-Merida    | + 1 min 50 s     |

### Clasificación por puntos
| Posición | Ciclista           | Equipo         | Puntos |
| -------- | ------------------ | -------------- | ------ |
| 1.º      | Alejandro Valverde | Movistar       | 63     |
| 2.º      | Thibaut Pinot      | FDJ            | 48     |
| 3.º      | Alberto Contador   | Trek-Segafredo | 46     |

### Clasificación de la montaña
| Posición | Ciclista           | Equipo                 | Puntos |
| -------- | ------------------ | ---------------------- | ------ |
| 1.º      | Georg Preidler     | Sunweb                 | 32     |
| 2.º      | Daniel Turek       | Israel Cycling Academy | 18     |
| 3.º      | Alejandro Valverde | Movistar               | 16     |

### Clasificación de las metas volantes
| Posición | Ciclista           | Equipo                 | Puntos |
| -------- | ------------------ | ---------------------- | ------ |
| 1.º      | Marco Minnaard     | Wanty-Groupe Gobert    | 6      |
| 2.º      | Victor Campenaerts | Lotto NL-Jumbo         | 4      |
| 3.º      | Daniel Turek       | Israel Cycling Academy | 3      |

## Evolución de las clasificaciones
| Etapa (Vencedor)              | Clasificación general | Clasificación por puntos | Clasificación de la montaña | Clasificación de las metas volantes | Clasificación por equipos | Clasificación de la combinada |
| ----------------------------- | --------------------- | ------------------------ | --------------------------- | ----------------------------------- | ------------------------- | ----------------------------- |
| 1ª etapa (Alejandro Valverde) | Alejandro Valverde    | Alejandro Valverde       | Georg Preidler              | Daniel Turek                        | Team Sky                  | Alejandro Valverde            |
| 2ª etapa (Thibaut Pinot)      | Alberto Contador      | Alejandro Valverde       | Georg Preidler              | Daniel Turek                        | Team Sky                  | Alejandro Valverde            |
| 3ª etapa (Victor Campenaerts) | Alejandro Valverde    | Alejandro Valverde       | Georg Preidler              | Daniel Turek                        | Team Sky                  | Alejandro Valverde            |
| 4ª etapa (Bryan Coquard)      | Alejandro Valverde    | Alejandro Valverde       | Georg Preidler              | Daniel Turek                        | Team Sky                  | Alejandro Valverde            |
| 5ª etapa (Tim Wellens)        | Alejandro Valverde    | Alejandro Valverde       | Georg Preidler              | Marco Minnaard                      | Team Sky                  |                               |
| Final                         | Alejandro Valverde    | Alejandro Valverde       | Georg Preidler              | Marco Minnaard                      | Team Sky                  | '                             |

## UCI World Ranking
La Vuelta a Andalucía otorga puntos para el UCI Europe Tour 2017 y el UCI World Ranking, este último para corredores de los equipos en las categorías UCI ProTeam, Profesional Continental y Equipos Continentales. La siguiente tabla muestra el baremo de puntuación y los 10 corredores que obtuvieron puntos:
| Posición              | 1.º | 2.º | 3.º | 4.º | 5.º | 6.º | 7.º | 8.º | 9.º | 10.º | 11.º | 12.º | 13.º | 14.º | 15.º | 16.º-30.º | 31.º-40.º |
| Clasificación general | 200 | 150 | 125 | 100 | 85  | 70  | 60  | 50  | 40  | 35   | 30   | 25   | 20   | 15   | 10   | 5         | 3         |
| Por etapa             | 20  | 10  | 5   |     |     |     |     |     |     |      |      |      |      |      |      |           |           |
| Líder                 | 5   |     |     |     |     |     |     |     |     |      |      |      |      |      |      |           |           |

| Clasificación | Clasificación         | Clasificación     | Clasificación | Clasificación | Clasificación | Clasificación |
| Posición      | Ciclista              | Equipo            | General       | Etapa         | Líder         | Total         |
| ------------- | --------------------- | ----------------- | ------------- | ------------- | ------------- | ------------- |
| 1.º           | Alejandro Valverde    | Movistar Team     | 200           | 35            | 15            | 250           |
| 2.º           | Alberto Contador      | Trek-Segafredo    | 150           | 15            | 5             | 170           |
| 3.º           | Thibaut Pinot         | FDJ               | 125           | 20            | -             | 145           |
| 4.º           | Wout Poels            | Team Sky          | 100           | 10            | -             | 110           |
| 5.º           | Diego Rosa            | Team Sky          | 85            | -             | -             | 85            |
| 6.º           | Mikel Landa           | Team Sky          | 70            | -             | -             | 70            |
| 7.º           | Sébastien Reichenbach | FDJ               | 60            | 5             | -             | 65            |
| 8.º           | Rigoberto Urán        | Cannondale-Drapac | 50            | -             | -             | 50            |
| 9.º           | Ondřej Cink           | Bahrein-Merida    | 40            | -             | -             | 40            |
| 10.º          | Javier Moreno         | Bahrein-Merida    | 35            | -             | -             | 35            |